# Vidrio común

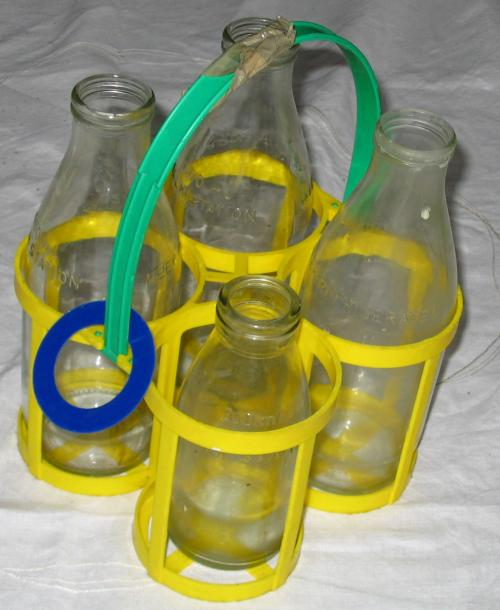
Botellas de leche reutilizables de vidrio común

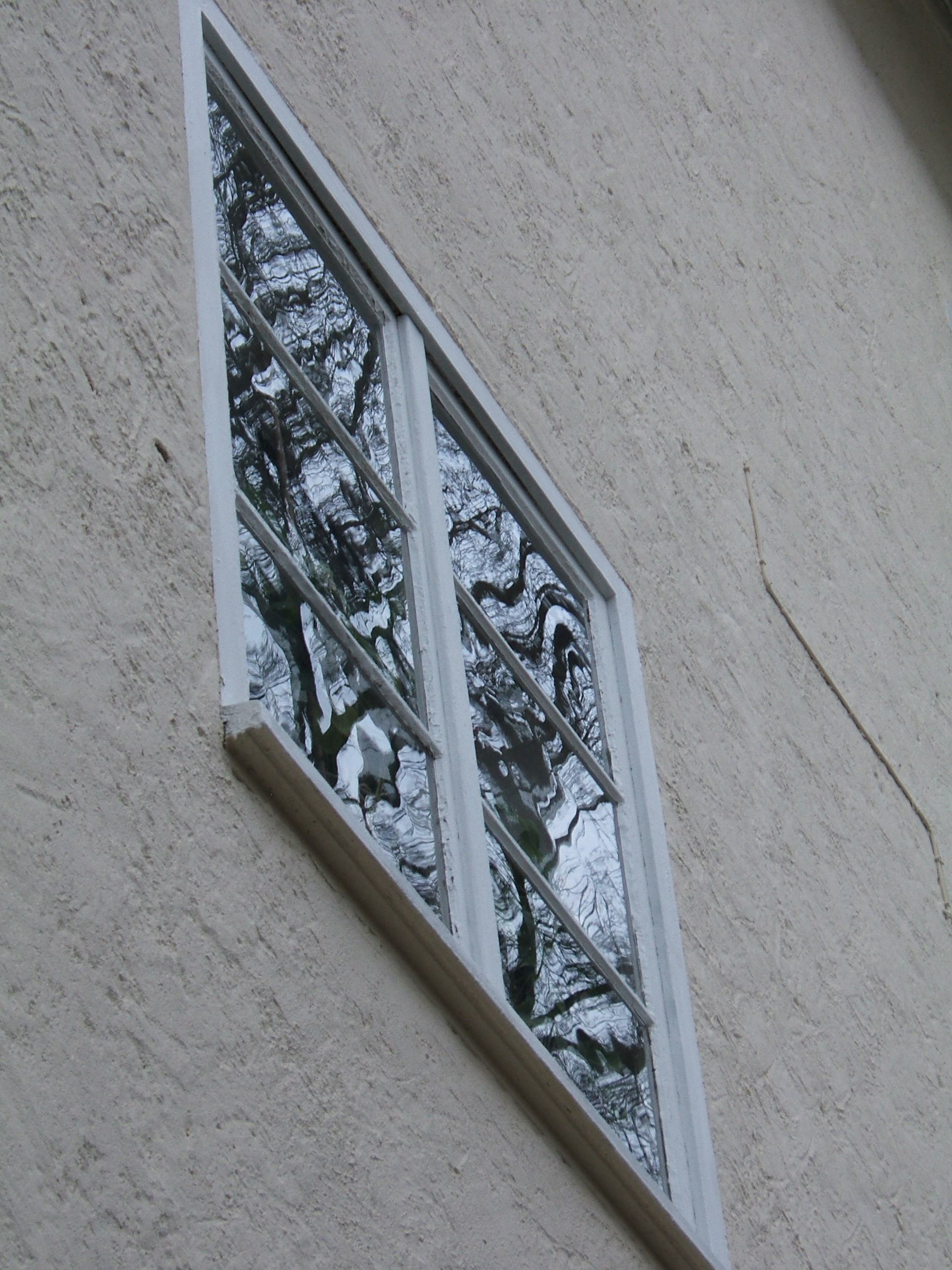
Ventana antigua hecha de vidrio común plano (Jena, Alemania). La distorsión del reflejo de un árbol indica que el vidrio plano posiblemente no esté fabricado por el proceso de flotación.

El vidrio común  (también llamado vidrio de sílice, arena y sosa) es, con diferencia, el tipo de vidrio más utilizado para una gran variedad de aplicaciones, como ventanas, envases como botellas de bebidas, alimentos, fármacos y otros muchos artículos. Los utensilios de cocina a menudo están hechos con vidrio común templado. Supone aproximadamente el 90% del total del vidrio fabricado.
Es relativamente económico, químicamente estable, razonablemente duro, y extremadamente versátil. Debido a que puede ser refundido cuantas veces se desee, es ideal para su reciclado.
El vidrio común se prepara fundiendo una serie de materias primas muy abundantes, como carbonato de sodio, caliza, dolomita, dióxido de silicio (sílice), óxido de aluminio (alúmina), y cantidades pequeñas de agentes aditivos (por ejemplo, sulfato sódico y cloruro de sodio) en un horno de vidrio con temperaturas localmente de hasta 1675 °C. La temperatura esta solo limitada por la calidad del material del horno y por la composición del vidrio. Minerales relativamente económicos como la trona, la arena, y el feldespato son normalmente utilizados en vez de sustancias químicas puras. Las botellas de los colores verde y marrón se obtienen de materias primas que contienen óxido de hierro.
Técnicamente se divide en vidrio plano (el usado para ventanas), y en vidrio para envases. Los dos tipos difieren en sus aplicaciones, método de producción (proceso de flotación para ventanas, soplado y moldeado para envases), y composición química. El vidrio plano tiene un contenido más alto de óxido de magnesio y de óxido de sodio que el vidrio de envases, y un contenido menor de sílice, óxido de calcio, y óxido de aluminio. Del contenido más bajo de iones altamente solubles en agua (sodio y magnesio) depende la durabilidad química necesaria para el vidrio de los envases destinados al almacenamiento de bebidas y alimentos y pasta

## Composición química y propiedades
En la siguiente tabla se muestran algunas propiedades físicas del vidrio común. A no ser que se indique otra cosa, las composiciones del vidrio y otras propiedades experimentalmente determinadas están tomadas de un gran estudio realizado al efecto. Los valores marcados en cursiva han sido interpolados de composiciones de vidrio similares, debido a la carencia de datos experimentales.
| Propiedades                                                 | Vidrio de envases                                                                      | Vidrio plano                                                               |
| ----------------------------------------------------------- | -------------------------------------------------------------------------------------- | -------------------------------------------------------------------------- |
| Composición química en peso (%)                             | 74 SiO2, 13 Na2O, 10.5 CaO, 1.3 Al2O3, 0.3 K2O, 0.2 SO3,0.2 MgO, 0.04 Fe2O3, 0.01 TiO2 | 73 SiO2, 14 Na2O, 9 CaO, 4 MgO, 0.15 Al2O3, 0.03 K2O, 0.02 TiO2, 0.1 Fe2O3 |
| Viscosidad log10(η, dPa·s o Poise) = A + B / (T en °C − To) | (550 °C – 1.450 °C) A = −2.309 B = 3922 To = 291                                       | (550 °C –1.450 °C) A =−2.585 B = 4215 To = 263                             |
| Temperatura de transición del vidrio Tg                     | 573 °C                                                                                 | 564 °C                                                                     |
| Coeficiente de expansión térmica [ppm/K] ~100 °C–300 °C     | 9                                                                                      | 9.5                                                                        |
| Densidad a 20 °C [g/cm³]                                    | 2.52                                                                                   | 2.53                                                                       |
| Índice de refracción a 20 °C                                | 1,518                                                                                  | 1,520                                                                      |
| Dispersión a 20 °C                                          | 86,7                                                                                   | 87,7                                                                       |
| Módulo de Young a 20 °C                                     | 72                                                                                     | 74                                                                         |
| Módulo de cizalladura a 20 °C [GPa]                         | 29,8                                                                                   | 29,8                                                                       |
| Temperatura de fusión                                       | 1.040 °C                                                                               | 1.000 °C                                                                   |
| Capacidad calorífica a 20 °C [J/(mol·K)]                    | 49                                                                                     | 48                                                                         |
| Tensión superficial a ~1.300 °C [mJ/m²]                     | 315                                                                                    |                                                                            |
| Durabilidad química, Clase hidrolítica (ISO 719)            | 3                                                                                      | 3...4                                                                      |
| Factor crítico de intensidad de tensión (KIC) [MPa.m0.5]    | ?                                                                                      | 0,75                                                                       |

- Coeficiente de restitución (esfera de vidrio contra vidrio plano): 0.97 ± 0.01[7]
- Conductividad térmica: 0,9-1,3 W/m.K[8]

Espectro de transmisión típica de un vidrio común de 2-mm.

- Dureza (escala de Mohs): 6[9]
- Dureza Knoop: 585 kg/mm² + 20